# Nacka
Nacka is een Zweedse gemeente die gedeeltelijk in Södermanland en gedeeltelijk in Uppland ligt. De gemeente behoort tot de provincie Stockholms län. Ze heeft een totale oppervlakte van 129,7 km² en telde 78.715 inwoners in 2004.

## Plaatsen
- Boo
- Älta
- Saltsjöbaden
- Fisksätra
- Kummelnäs
- Kil
- Hästhagen

## Verkeer en vervoer
Bij de plaats lopen de Länsväg 222 en Länsväg 228.

## Geboren
- Eva Dahlbeck (1920-2008), schrijfster
- Bengt Baron (1962), zwemmer
- Fredrik Kessiakoff (1980), wielrenner
- Kerim Mrabti (1994), voetballer